# Чёртовая
Чёртовая — опустевшая деревня в Болховском районе Орловской области. Входит в Гнездиловское сельское поселение. Население 0 человек (2010).

## География
Деревня находится в северной части Орловской области, в лесостепной зоне, в пределах центральной части Среднерусской возвышенности. Уличная сеть не развита.
Географическое положение
Расстояние до
районного центра города Болхов: 10 км.
областного центра города Орёл: 62 км.
Ближайшие населённые пункты
(все — Болховского района)
Павлова 1 км, Пально 2 км, Хожайнова 2 км, Бабенка 3 км, Гнездилово 3 км, Скупшинина 3 км, Цветочная Балка 3 км, Калинина 3 км, Красная Лохань 4 км, Богданова 4 км, Алешня 4 км, Хохолева 4 км, Будённый 4 км, Шумово 4 км, Михнева 4 км, Конское 4 км, Зубари 5 км, Кривчее 5 км, Щербовский 5 км, Щербово 5 км, Пробуждение 5 км
Часовой пояс
Деревня Чёртовая, как и вся Орловская область, находится в часовой зоне МСК (московское время). Смещение применяемого времени относительно UTC составляет +3:00.
Климат
близок к умеренно-холодному, количество осадков является значительным, с осадками в засушливый месяц. Среднегодовая норма осадков — 627 мм. Среднегодовая температура воздуха в Болховском районе — 5,1 ° C.

## Население
| 2010 |
| ---- |
| 0    |

Национальный состав
Согласно результатам переписи 2002 года, в национальной структуре населения русские составляли 100 % от общей численности населения в 5 жителей

## Инфраструктура
Было развито сельское хозяйство.

## Транспорт
Просёлочные дороги.